# Zimowe Igrzyska Panamerykańskie 1990
I Zimowe Igrzyska Panamerykańskie odbyły się w argentyńskim ośrodku narciarskim Las Leñas w dniach 16 września – 22 września 1990 r. Pierwotnie igrzyska te miały się odbyć w 1989 roku, jednak z uwagi na brak śniegu zostały przesunięte na 1990 rok. W zawodach wzięło udział 97 sportowców z ośmiu krajów. Wysokie temperatury spowodowały, iż rozegrano tylko jedną dyscyplinę – narciarstwo alpejskie. W trzech konkurencjach: slalomie, slalomie gigancie i supergigancie medale podzielili między siebie reprezentanci USA i Kanady.
Pierwsze Zimowe Igrzyska Panamerykańskie chcieli zorganizować Amerykanie w Lake Placid już w 1959 roku, ale do udziału w nich zgłosiło się zbyt mało państw. Pomysł powrócił w 1988 roku, kiedy przyznano ich organizację Las Leñas. Jednocześnie postanowiono, że edycje zimowe będą rozgrywane co cztery lata. Kolejne zinowe igrzyska miały odbyć się w stolicy Chile – Santiago de Chile w 1993 roku. USA zastrzegły, że wystartują tylko jeśli odbędą się wszystkie konkurencje uwzględnione w programie igrzysk olimpijskich. Chilijski komitet organizacyjny ostatecznie zrezygnował i do pomysłu już nie powrócono.

## Państwa uczestniczące w igrzyskach
- Argentyna
- Brazylia
- Boliwia
- Kanada
- Chile
- Kolumbia
- Meksyk
- Stany Zjednoczone

## Dyscypliny i rezultaty
| - Narciarstwo alpejskie (szczegóły) |

## Tabela medalowa
| Miejsce | Kraj              | Złoto | Srebro | Brąz | Razem |
| 1       | Stany Zjednoczone | 4     | 2      | 5    | 11    |
| 2       | Kanada            | 2     | 4      | 1    | 7     |